# Portmán
Portmán es una localidad española del municipio de La Unión, perteneciente a la Región de Murcia. Está situada a los pies de la sierra minera de Cartagena-La Unión en una bahía bañada por el mar Mediterráneo. 

## Toponimia
Fue fundada por los romanos en el siglo I, con el nombre de Portus Magnus (Puerto Grande), origen de su toponimia actual.
En tiempos de los árabes se llamó Burtuman Al-Kabir (Burtumán el Grande).
Más tarde, en el siglo XIV, en el libro de montería de Alfonso XI de Castilla aparece nombrada como Porte Mayn.

«En tierra de Cartagena hay estos Montes (...)
La Sierra de Porte Mayn es buen monte de puerco en invierno, e en estos montes hay estas fuentes, la Fuente del Cañaveral, la Fuente del Porte Mayn. El monte de Cabo de Palos es muy buen monte de Puerco en invierno, e este monte es cerca de la mar. E cerca deste monte está una isla, que entra en la mar: e dura bien una legua, e hay en ella muchos venados». Libro de la montería de Alfonso XI de Castilla. siglo XIV

La primera referencia al nombre actual aparece en un libro de Cabildos del Ayuntamiento de Cartagena de 1590.
Comparte el origen de su etimología con el municipio de San Antonio Abad (en catalán: Sant Antoni de Portmany) en la isla de Ibiza.

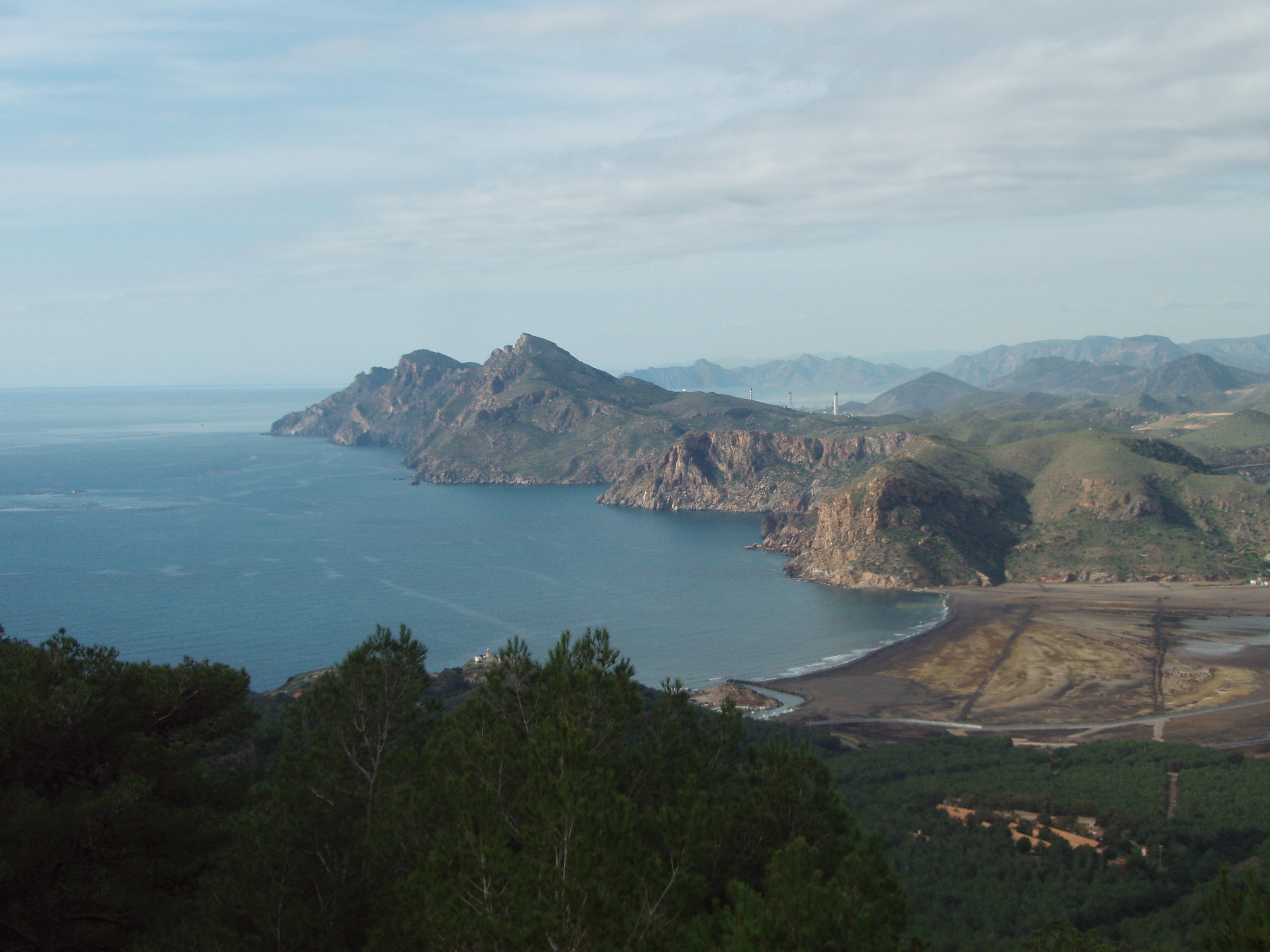
Bahía de Portmán, colmatada por los residuos mineros.

## Geografía

### Orografía
Su territorio presenta una topografía muy accidentada, circundado por montañas que rodean la llanura costera, en donde se halla emplazado el núcleo de población. Al norte se encuentra el cerro de Sancti Spiritu, de 434 m de altitud, que constituye la máxima altura de la entidad, con loma Fortuna más al sur y el cabezo de las Lajas, de 283 m. Al oeste se localizan el cabezo del Pino (271 m) y el cabezo de la Galera (177 m), cuyas laderas se precipitan hacia el mar Mediterráneo; al este se hallan la peña del Águila (387 m) y el monte de las Cenizas (307 m), integrados en el parque regional de Calblanque, Monte de las Cenizas y Peña del Águila. A unos 3 km del pueblo, sobre un promontorio al este de la ensenada de Portmán, se alza el faro del mismo nombre.

### Clima
Los veranos son muy tórridos (la media en julio y agosto es de 37-38 °C), y en invierno no se llega a bajar de los 8 °C de temperatura mínima. La media anual es de 16-18 °C. 
La presión máxima anual es de 970,5 hPa y la mínima de 941,2 hPa. Es en otoño cuando más llueve, algo menos en invierno y primavera. Se registra una media de precipitaciones de tan sólo 323 mm anuales, aunque las brumas y la humedad marina ayudan mucho a la vegetación existente. 
Los vientos suelen soplar del suroeste (lebeche seco) y en otoño del este o noreste (levante), que trae nubes y lluvias. En otoño también sopla a veces el lebeche o el noroeste, que limpia el cielo de nubes.
En verano, los vientos fuertes mandan cierto frescor a las montañas, y cuando sopla del sur, procedente de África, el calor azota la zona.

### Playas
Portmán cuenta con dos playas principales, la playa de San Bruno (la playa peatonal de la bahía) y la Playa del Lastre. Al lado de la playa de El Gorguel, en dirección hacia La Unión, se encuentra la playa o cala de Cola de Caballo.

## Historia
Su situación, como puerto natural cercano a las minas de Cartagena y La Unión, lo convirtió en un enclave estratégico en época romana. Son muy numerosos los restos de explotaciones romanas mineras e instalaciones industriales para la fundición del mineral por toda la zona. 
Con el nuevo auge minero a mitad del siglo XIX comenzó una nueva etapa de gran esplendor hasta mitad del siglo XX. 
En 1860 se separó del municipio de Cartagena para integrarse en lo que después sería el municipio de La Unión. 
Son numerosos los actos y festejos que esta pedanía celebra a lo largo del año y entre ellos destaca la Fiesta en honor a su patrón Santiago Apóstol el 25 de julio, sin olvidar la tradicional procesión marinera de la Virgen del Carmen el 16 de julio, Carnaval, Semana Santa y el Festival de Teatro de Portman que cuenta con dos ediciones (diciembre y junio), organizado por la compañía PortmanTeatro, que recibe en cada edición numerosos éxitos teatrales tanto de la Región de Murcia como de otras compañías del resto de España.
La economía de Portmán tuvo durante muchos años como actividades principales la minería, la pesca y el turismo. Actualmente los habitantes de Portmán encuentran salidas laborales en la cultura y el ecoturismo.
El 18 de agosto de 2011 un grave incendio originado en el complejo residencial La Manga Golf se extendió rápidamente hacia el parque regional de Calblanque, Monte de las Cenizas y Peña del Águila. Se sospechó que el incendio fue provocado.

## Patrimonio

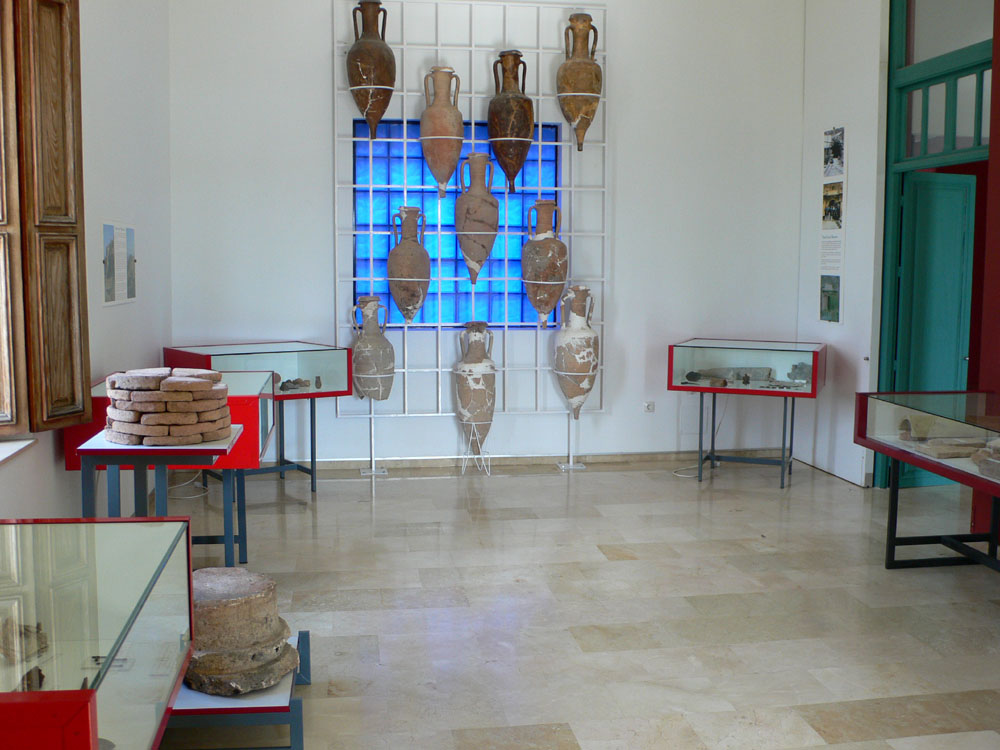
Sala del Museo Arqueológico

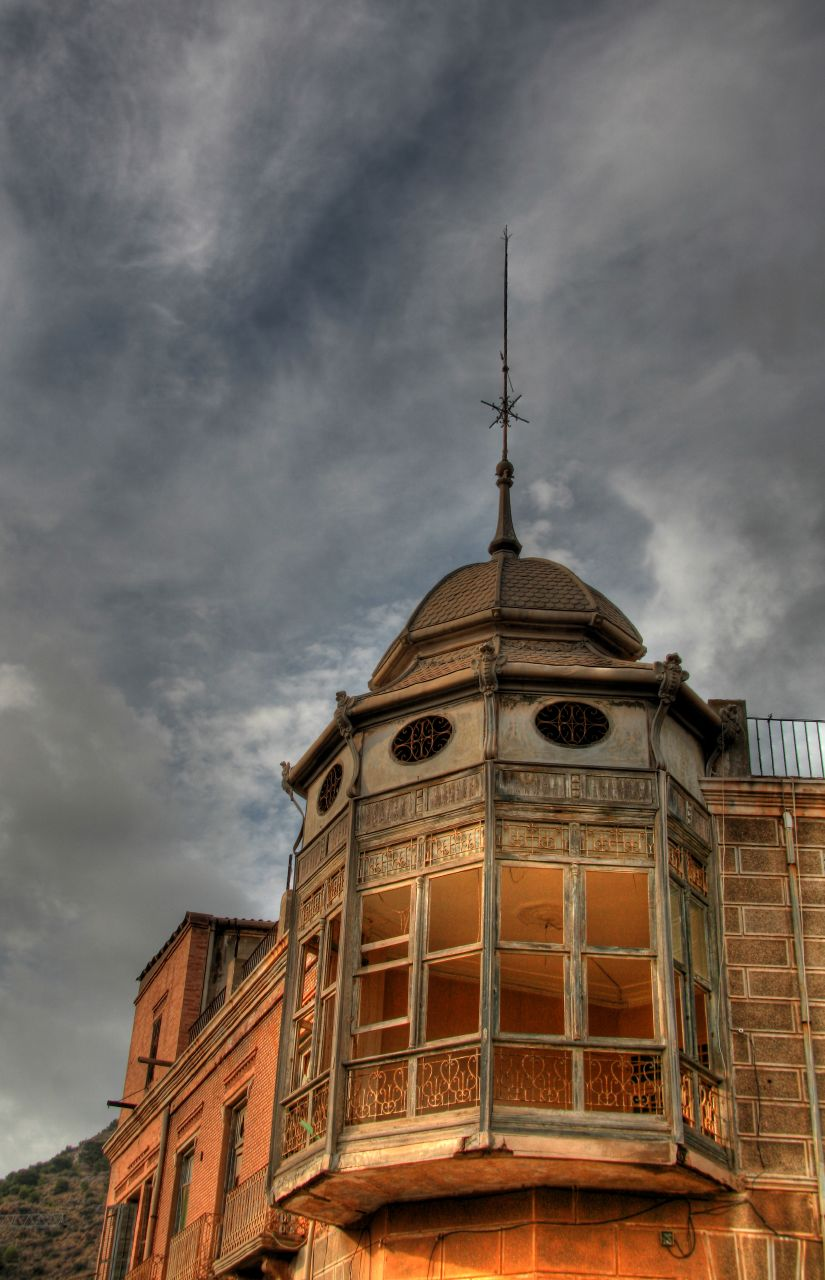
Balcón de la Casa del Tío Lobo

La intensa explotación de la Sierra Minera de Cartagena desde tiempo de los romanos ha dejado numerosos restos arqueológicos por toda la zona.
- La gran villa romana del Paturro fue descubierta en las inmediaciones del pueblo, entre los límites de los términos municipales de Cartagena y La Unión y estaba ligada a las explotaciones mineras de la localidad.
- En el Museo Arqueológico de La Unión se conservan numerosos restos de la minería y la fundición de minerales de época romana, destacando los mosaicos de la Villa romana del Paturro.
- Casa del Tío Lobo, también conocida como Casa Zapata de Portmán o Casa Grande de Portmán, propiedad del rico empresario minero Miguel Zapata Sáez, actualmente declarada bien de interés cultural (BIC). Fue construida a finales del siglo XIX contando con una sola planta inicialmente. En el año 1913 el arquitecto Víctor Beltrí realiza el proyecto para añadirle el segundo piso, convirtiéndolo en edificio al estilo de “hotelito francés”. En la planta baja se ubicaban las oficinas y en la superior la vivienda.[5]

## Desastre ambiental de la bahía de Portmán
La destrucción de la bahía y el puerto de Portmán, al sur del municipio de La Unión, ha sido uno de los mayores atentados ecológicos del Mediterráneo.
Desde los inicios de su explotación, en 1957, de las piritas de la Sierra Minera, la compañía SMM Peñarroya-España produjo enormes cantidades de escombros minerales, resultado de los métodos de extracción a cielo abierto que utilizó como forma de abaratar costes. Se han calculado en unos 315 millones de toneladas de estériles minerales entre 1957 y 1987, fecha de cierre de las explotaciones. En los primeros momentos, esos escombros fueron depositados al pie de las canteras, formando grandes terreras, pantanos, etc, que han destruido el paisaje original de la Sierra. Sin embargo, el problema mayor provino de los residuos procedentes del lavado de los materiales para la obtención del mineral. Por su fluidez y volumen, era altamente costoso depositarlos en balsas o pantanos.

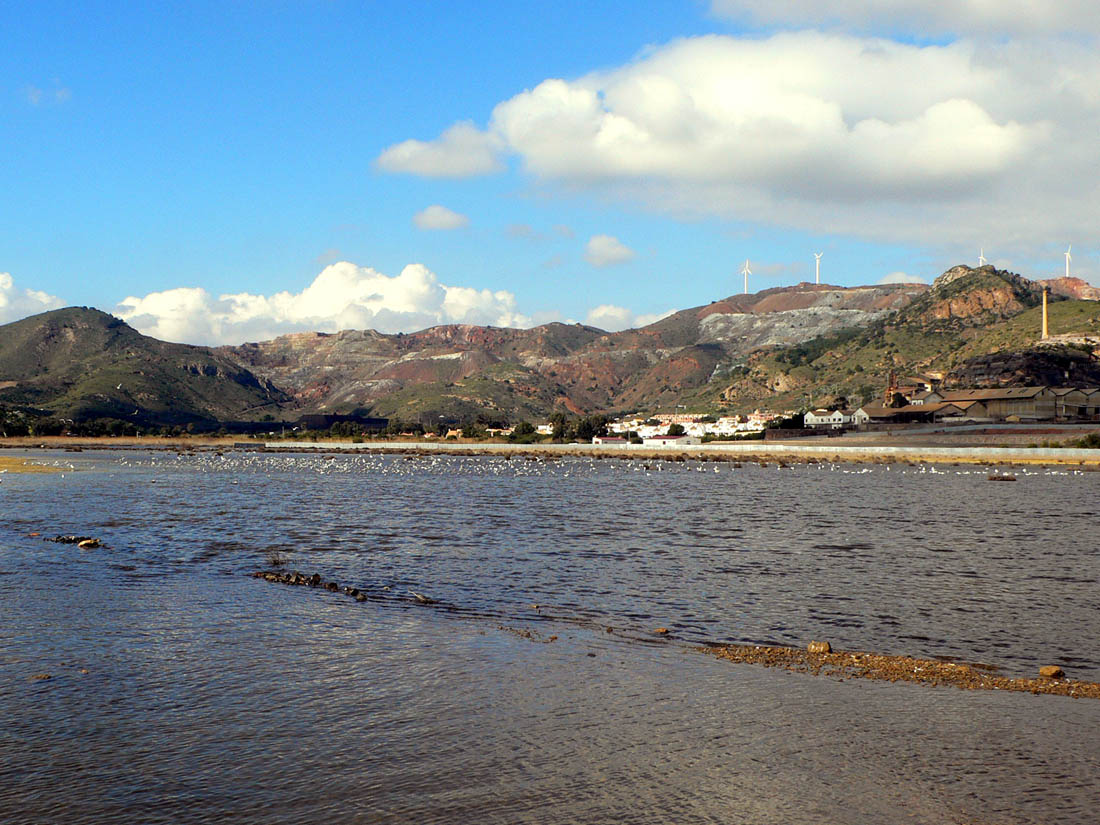
Vista del cerro del Sancti Spíritus con las terreras de estériles mineros desde la bahía de Portmán.

Ante esto, y ya antes de iniciar la explotación, la empresa francesa Peñarroya, planteó la opción de reducir costes arrojando los estériles de sus lavaderos directamente al mar Mediterráneo. Desde 1950 solicitó a las autoridades de costas el permiso para esos vertidos, lo que le fue denegado en dos ocasiones, en 1954 y 1957. Las autoridades tuvieron en cuenta la toxicidad de los vertidos y la turbidez que se provocaría en el agua, con la consiguiente pérdida de recursos pesqueros.
Sin embargo, en enero de 1958 las autoridades cambiaron de opinión, tras reuniones con los representantes de la empresa. Se permitirían los vertidos con ciertas condiciones: que los vertidos se harían por tubería submarina, al menos a 400 m de la costa; que sería una solución temporal (cinco años), que se indemnizaría a los pescadores; que no se aumentaría el número de lavaderos ni su capacidad a no ser que se construyeran balsas de almacenamiento de estériles en tierra; y que si se demostraran los daños al medioambiente los vertidos serían paralizados.
Estas medidas no fueron cumplidas. En 1961, por orden ministerial de 8 de noviembre de 1961, se redujo a 250 la distancia de los vertidos a la costa y se redujeron las limitaciones, bajo la teoría de que las corrientes los empujarían hacia mar abierto, cosa manifiestamente falsa.
En 1965 comenzaron a notarse los efectos de los vertidos. La propia empresa admitió internamente que la bahía de Portmán sería colmatada en poco tiempo, y que sería necesaria una nueva estrategia para continuar deshaciéndose de los estériles en el mar. La solución que encontraron fue la de plantear la irrelevancia de Portmán como puerto.
En efecto, desde 1966 la Dirección General de Puertos se planteó el cierre, o al menos la reducción de los vertidos, ante la progresiva inutilización del puerto de Portmán, considerado puerto de refugio, y se exige el dragado del puerto a la empresa responsable. En 1967 se repiten las quejas desde la Jefatura de Minas de Murcia. Ante esto, Peñarroya hace tímidos intentos de dragado de la bahía.

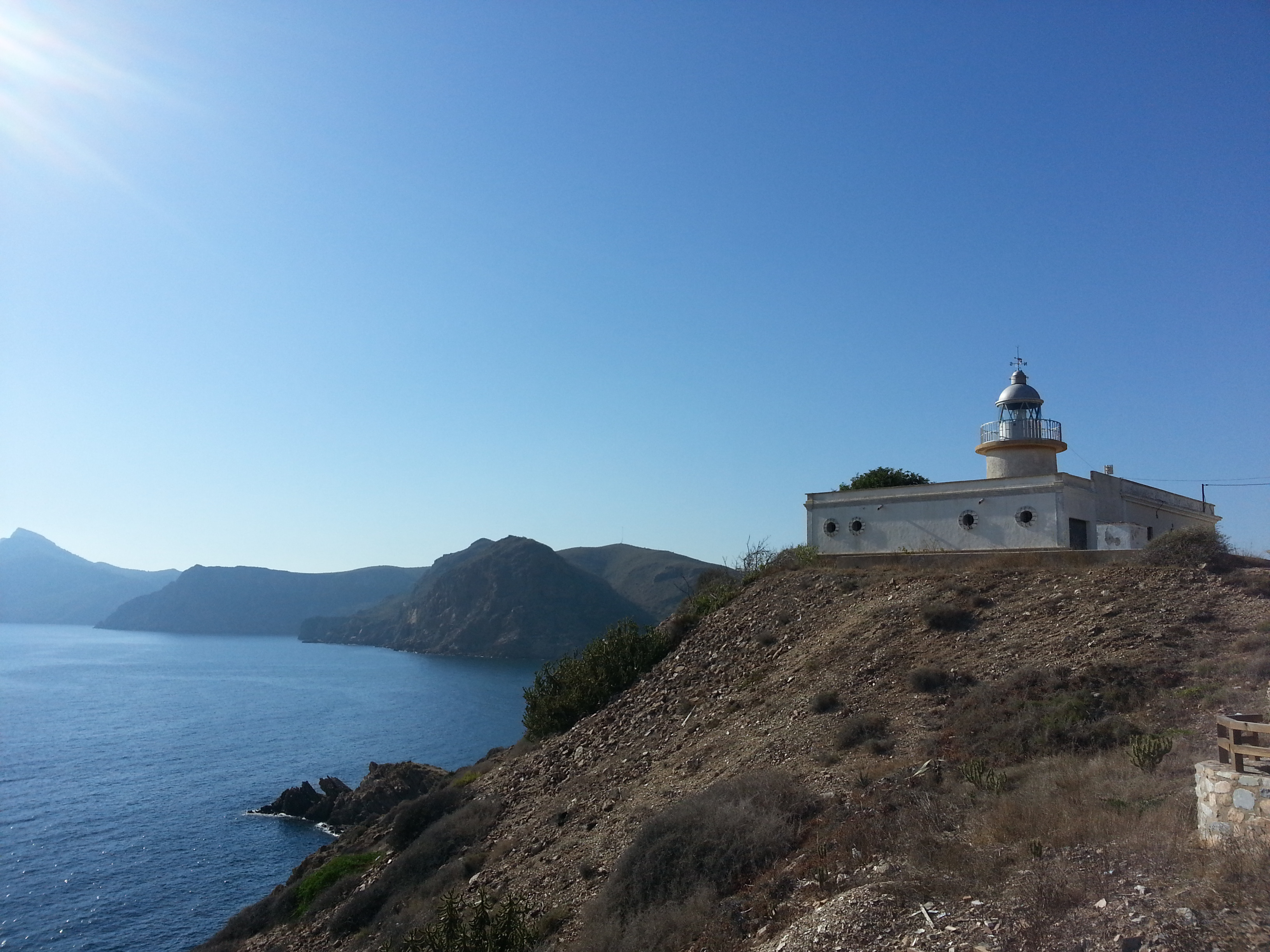
Faro de Portman

Sin embargo, la empresa estudia ampliar la producción de mineral abriendo nuevas canteras en la Sierra, ampliando la capacidad de sus lavaderos. En una decisión clave, desarrolla una estrategia clara, se solicita la anulación de la declaración de puerto de refugio de Portmán y el permiso de ampliar el volumen de vertidos. A cambio se ofrece a ceder terrenos para construir un nuevo puerto en Cabo de Palos. En junio de 1967, tras reuniones con el ayuntamiento de Cartagena (que no tiene jurisdicción sobre Portmán pero sí sobre Cabo de Palos), y con la Dirección de Puertos de Murcia, se hace la oferta definitiva: los terrenos para la construcción de la dársena de Cabo de Palos más 4 000 000 de pesetas de la época de indemnización. La oferta se presenta como promovida por los vecinos de cabo de Palos, a los que la empresa ayudará “graciosamente”. A cambio se pide el abandono de Portmán. Es el momento en el que la urbanización turística de La Manga está a punto de comenzar, apoyada desde el Ministerio de Información y Turismo.
Entonces aparece la primera reacción pública contraria a los vertidos. El alcalde de La Unión manda un escrito al gobernador provincial, en el que plantea la oferta de la multinacional francesa como la total desaparición de ese pueblo minero y pesquero, y privaría al Municipio de una fuente de explotación, cara al turismo, único recurso que habría de quedar cuando se agotasen los yacimientos.
La protesta cae en saco roto. El 15 de diciembre de 1967 se publica una orden que anula los trabajos de dragado con los que se obligaba a Peñarroya a reducir el impacto de los vertidos. Poco después, el 21 de julio de 1969, una orden del Ministerio de Obras Públicas elimina todos los límites a los vertidos de estériles minerales al mar.
En julio de 1968 se constituye la empresa Peñarroya-España, en cuyo consejo de administración aparecen con un 2 % de participación personajes con fuertes lazos con los núcleos de poder del franquismo. Además, la empresa francesa tuvo la habilidad de mezclar sus intereses con los del Ayuntamiento de Cartagena, los de los promotores que estaban iniciando su expansión en La Manga (como Tomás Maestre Aznar) y con la política expansiva del Ministerio de Información y Turismo. Precisamente, en el momento de publicación de la orden ministerial, se aportan por parte de la empresa los terrenos donde se construirá el puerto de Cabo de Palos, más 25 millones de pesetas para su construcción. Los beneficios esperados serían superiores. De hecho, el acuerdo permitió la salida de un estrangulamiento de los beneficios y el inicio de un proceso de gran crecimiento de la producción. Se puede ver esto en el valor de la producción de plomo de la fundición de Peñarroya en Santa Lucía.

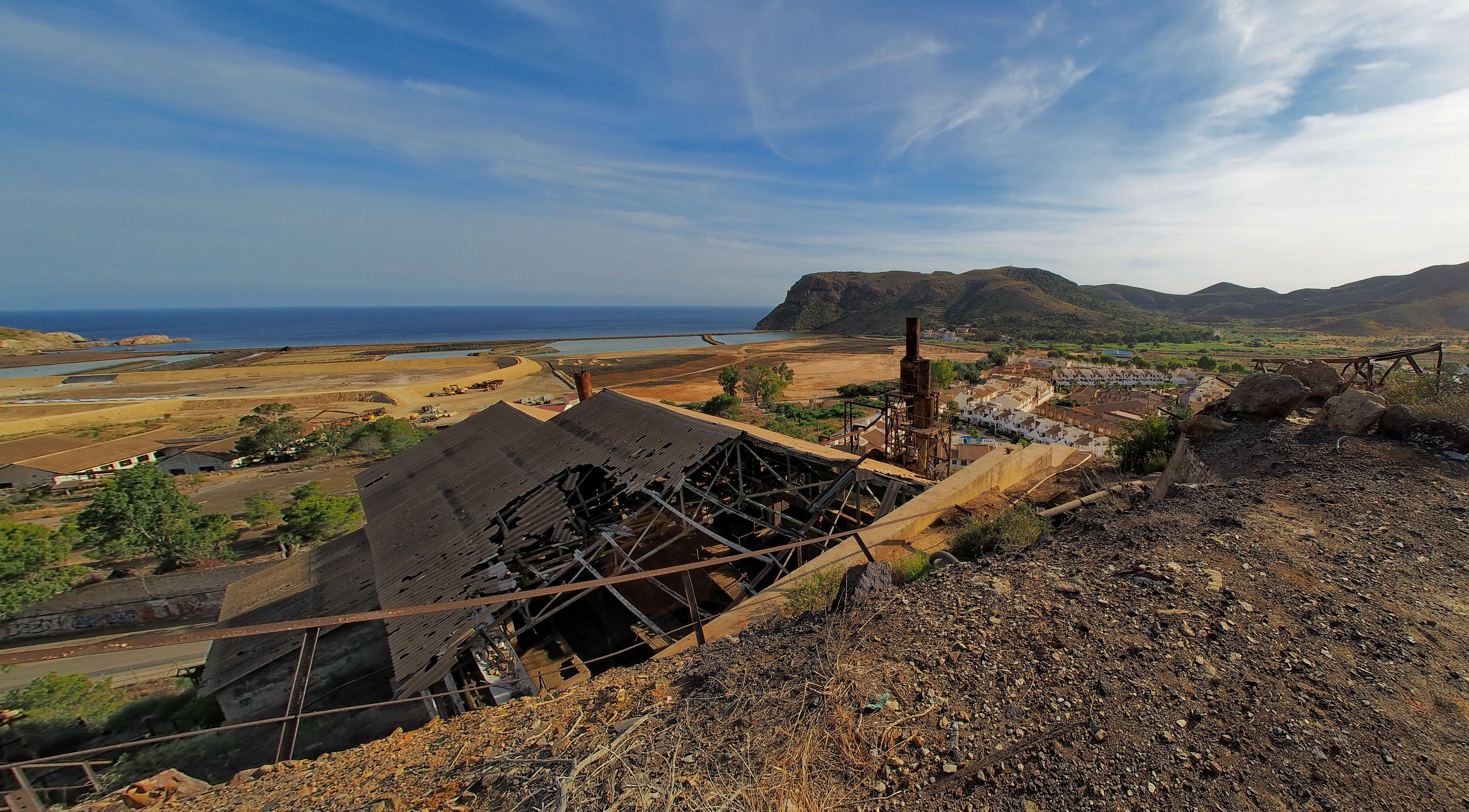
Bahía de Portmán desde el Lavadero Roberto

Un intento de dar a conocer la realidad en la prensa, en el diario madrileño Pueblo, fue detenido por “presiones de arriba".
El Ayuntamiento de La Unión elevó entonces un recurso de reposición ante el Ministerio de Obras Públicas, que fue desestimado, y a continuación un recurso ante los tribunales. El 21 de diciembre de 1971 el Tribunal Supremo falló de forma definitiva. En la sentencia, reconoció la validez de las razones del Ayuntamiento de La Unión, pero falló a favor de la empresa Peñarroya, en una resolución que se consideró propia de la fase tardía de la dictadura. A partir de ese momento, los vertidos fueron incontrolados.

Con la llegada de la democracia, la polémica volvió a encenderse en la prensa local en 1977. Pero nuevamente las “presiones” consiguieron silenciar el asunto. Ni siquiera la actuación de algunos políticos en 1977-78 consiguió nada, frente a la influencia y presiones, incluso se ha llegado a hablar de sobornos de la empresa Peñarroya. En 1978 esta obtuvo los permisos para aumentar el volumen de vertidos, a pesar de que en este momento ya se conoce con precisión la toxicidad de los estériles arrojados, tanto por la alta concentración de metales pesados (cadmio, plomo), como por la presencia de productos tóxicos usados en el lavado del mineral (sulfato de cobre, cianuro sódico, sulfato de cinc, ácido sulfúrico, entre otros) que muchos años después del cese de la actividad minera sigue afectando a la salud de sus habitantes.

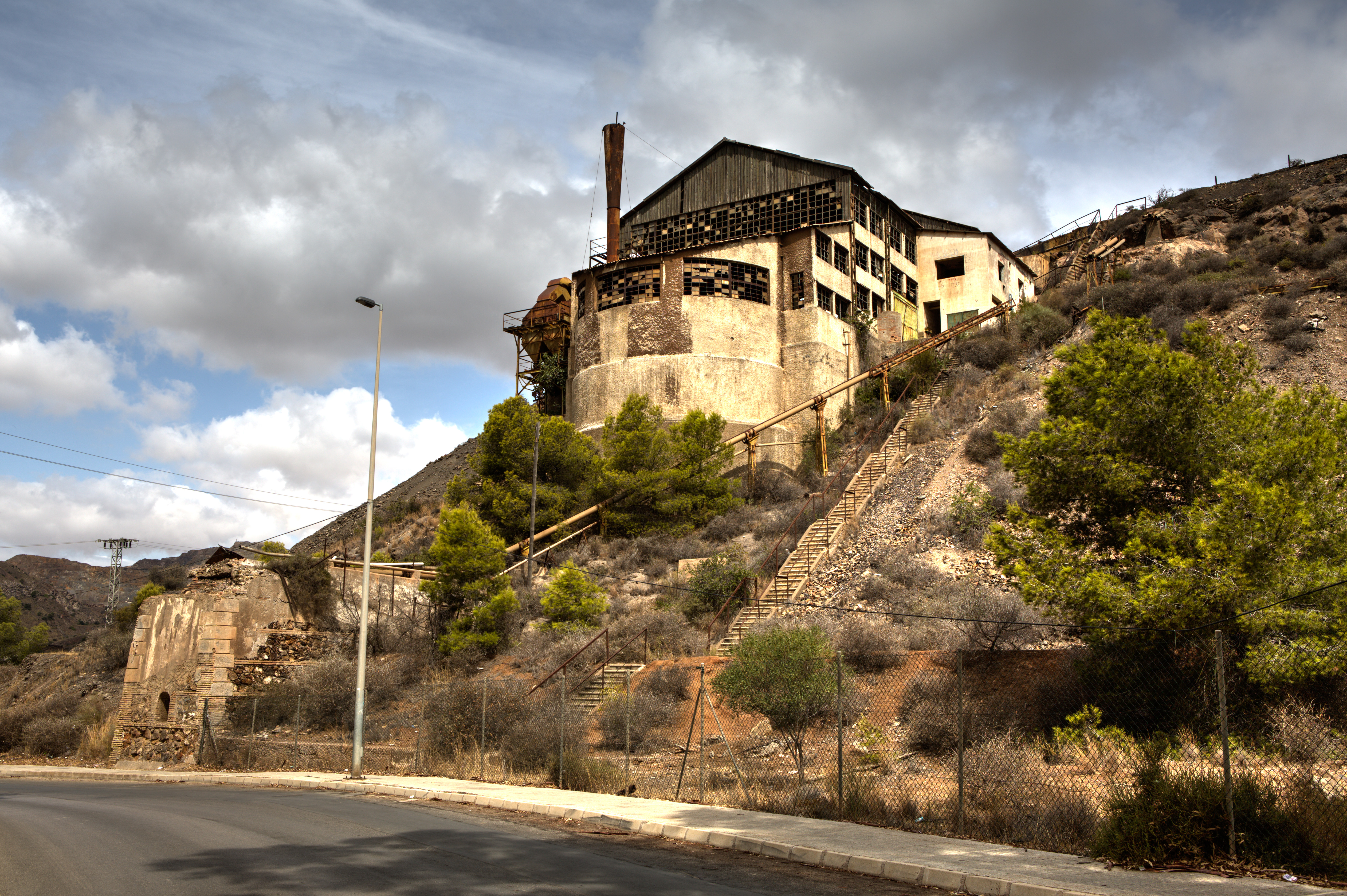
Lavadero Roberto

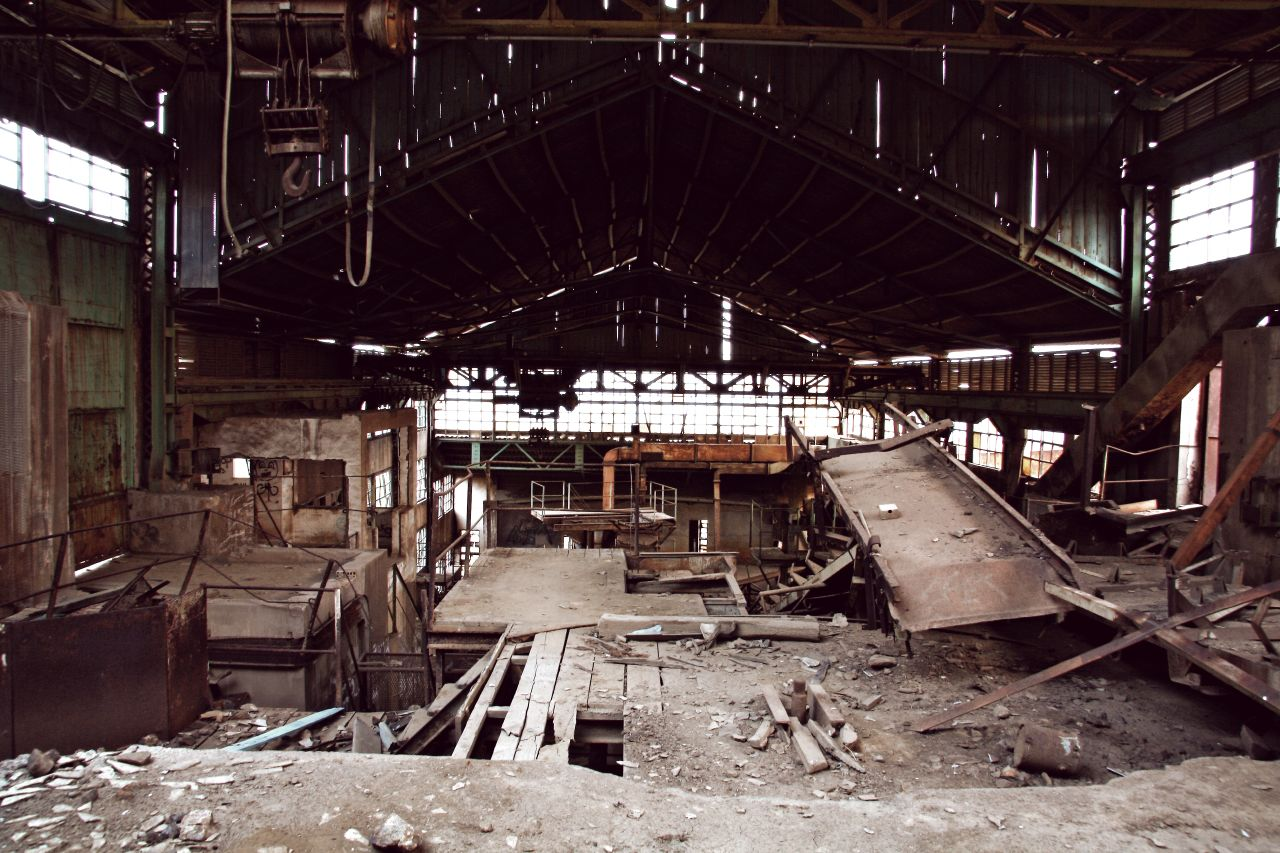
Interior del Lavadero Roberto

En 1979, el ministerio golpeó de nuevo a la bahía al consentir que los vertidos de otro lavadero de mineral, el 'Lavadero Eugenia', se conectaran a la misma tubería del lavadero 'Roberto'.
A partir de 1980 la presión social y periodística aumenta. Incluso en 1986 se produce una acción de la asociación ecologista internacional Greenpeace, encadenándose algunos de sus miembros a las tuberías de vertido.

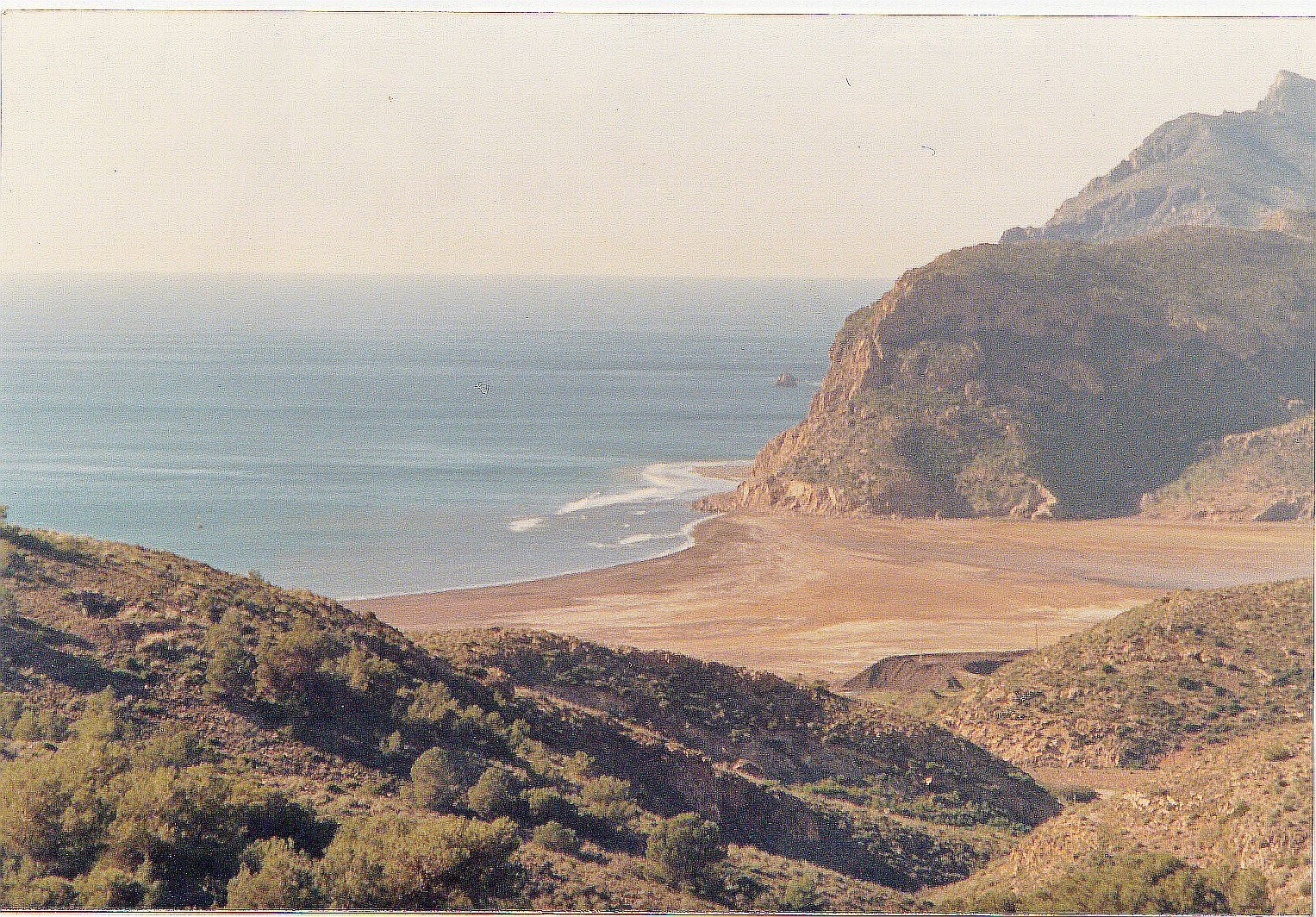
Bahía de Portmán en 1988

Desde principios de los años 1980 la actividad minera entra en pérdidas. Además, tanto a nivel político, sobre todo desde 1982, con planes de  regeneración de la bahía, como a nivel social, comienza a exigirse una solución definitiva. También se plantean problemas laborales, ante el temor de los trabajadores a perder sus puestos de trabajo. Los intentos de ampliar la explotación minera a nuevas canteras choca con la oposición radical de los vecinos del Llano del Beal, en 1987-88.
En ese contexto Peñarroya busca la salida, y en medio de las negociaciones abiertas en distintos frentes (paralización de vertidos, obligación de recuperar la bahía de Portmán, promesas de mantener la actividad, solicitudes de ampliar las explotaciones), el 20 de septiembre de 1988, la SMM Peñarroya (financiada por la Banca Rothschild), desaparece de escena adquiriendo sus propiedades la empresa Portmán Golf que pone fin a la actividad minera que había sido desarrollada por SMM Peñarroya bajo el amparo de la Administración.

### El desastre natural en la bahía de Portmán
En las últimas dos décadas se ha hecho más patente la necesidad de la regeneración de la Bahía que ha desembocado en la organización local y regional de la administración, además de liga de vecinos, para solicitar fondos de inversión al gobierno estatal para recomponer y limpiar sus aguas. La aprobación definitiva del proyecto, a nivel nacional y europeo, tiene lugar en 2011 y supone la inversión de 79 402 304 millones de euros por parte del Ministerio de Medio Ambiente. Pero tras el cambio de gobierno en diciembre del mismo año, la situación ha ido en retroceso, produciéndose en 2012 un desistimiento del proceso de contratación desde el Ministerio de Agricultura, Pesca y Medio Ambiente, dejando las reclamaciones de la pedanía en un punto muerto.

### Obras en la actualidad
Tras llegar a un acuerdo esperado durante décadas, finalmente La Bahía de Portmán es ahora un paraje en obras, lo que ha causado malestar. 
El paisaje que se observa actualmente al pasear por la bahía está dominado por dos balsas/barcos, teóricamente impermeabilizadas y cuya construcción ya está terminada, que impiden ver la bahía. Estas balsas se convertirán en el lugar donde en un futuro se destinarán los estériles retirados para que sean dragados y posteriormente se trasladen a la cantera de Corta San José, donde precisamente parte de ellos salieron en su día.
Además, ya han empezado las obras para construir una tercera balsa, que completará el volumen necesario que necesitan los estériles que se saquen de la Bahía para su secado. Este paraje natural alberga dos millones de metros cúbicos de estériles.
Las balsas son necesarias para el proceso de secado teniendo en cuenta que el material dragado se compone el 75 % de agua y un 25 % de arena y metales pesados.
Se trata de uno de los proyectos, cuya ejecución comenzó en octubre de 2016. Autoridades y técnicos anunciaron que para el año siguiente se instalaría una cinta transportadora que discurrirá del antiguo puerto hasta una corta para transportar el estéril ya seco, lo que no se ha llevado a cabo por el riesgo medioambiental.
El dragado de la bahía puede ocasionar una alta toxicidad.

## Transporte y comunicaciones

### Principales carreteras
Dispone de accesos en las carreteras N-345 y RM-314.

### Autobús
El servicio de viajeros por carretera del municipio se engloba dentro de la marca Movibus, el sistema de transporte público interurbano de la Región de Murcia (España), que incluye los servicios de autobús de titularidad autonómica.
| Línea | Recorrido          | Operador       |
| ----- | ------------------ | -------------- |
| 42B   | Portman - La Unión | ALSA (TUCARSA) |

## En la cultura
Existe una película documental de 2001 dirigida por Miguel Martí, titulada Portmán, a la sombra de Roberto con imágenes y entrevistas que muestran el desastre medioambiental de la localidad y de la Sierra Minera y el conflicto vecinal por la supervivencia del Llano del Beal en la década de los 80 del siglo XX.